# Andrés Benkö
Andrés José Benkö Kapuváry (Budapeste, 1943 -) É um acadêmico húngaro que ganhou a nacionalidade chilena e a paraguaia recentemente.  Entre suas realizações têm a criação da Universidade Americana do Paraguai e várias instituições de ensino no Paraguai, além de participar como consultor da Organização das Nações Unidas para a América do Sul.  Ele publicou um livro escrito por ele, intitulado "Capital Intelectual e Gestão do Conhecimento na Educação Superior".  O Dr. Benkö, oferece também conferências sobre liderança tanto no Paraguai como em outros países.

## Biografia
Doutor em Economia e Gestão pela Universidade de Sevilha - Espanha (2007) Diploma obtido com a calificação mais alta (Distinção, Cum Laude, por unanimidade) por parte do Tribunal Superior, com o trabalho intitulado " Capital Intelectual e Gestão do Conhecimento na Educação Superior. Um estudo de caso da Universidade Americana." Ele também é Mestre em Administração de Empresas pela Universidade Católica de Assunção (1989) e graduado em Ciências Contábeis em Santiago do Chile (1969 ).  Ele fez uma especialização em Liderança na Universidade de Harvard, EUA (1998) e outra em Planejamento Estratégico, UNESCO, em Paris, França (1999).

## Prêmios e Homenagens
Destacado Palestrante convidado em diversos eventos internacionais, consultor da ONU, União Européia, da OEA é consultor do ministro da Economia. Durante sua trajetoria pessoal e profissional recebeu vários prêmios:
Campeão do Chile e Campeão do Torneio Chile Peru (esgrimasable) Vicecampeao Sulamericano de Esgrima pelo Chile na Argentina é Colombia Medalha ao merito esportivo Internacional, Chile (1974) Título de Cavaleiro da Ordem de Vitez – Húngria (1991) Líder empresarial, Forum de líderes do MERCOSUL Brasil (1999) Doutor Honoris Causa em Educaçã, Universidade de Aquino Bolivia (2001) Medalha de Integraçao Latinoamericana Brasil (2002) Medalha ao Mérito, São Ladislao – Húngria (2003) Doutor Honoris Causa em Educação, Conselho Iberoamericano Peru (2004) Amigo Internacional do Ano, Cruzada Mundial pela Amizade – PY (2005) Embaixador da Paz International Federation for World Peace– Corea (2006) Business Leadership – World Confederation of Businesses” – EE.UU. (2007).

## Iniciativas
Sua liderança e visão o levou a fundar e criar INCADE (1991) e Universidade Americana (1995), ambas no Paraguai, nas quais ele é reitor e presidente do Conselho Superior. Além de doze outras instituições na Argentina, Brasil, Chile e Uruguai, entre elas se destacan: O Colegio American, American Language Center, Câmara Paraguai de Empresas Familiares; INCADE da Argentina, Chile American Leader Group do Chile Associação de Universidades Privadas do Mercosul mais Bolívia e Chile - ASUPRIM.